# Moyencourt-lès-Poix
Moyencourt-lès-Poix là một xã ở tỉnh Somme, vùng Hauts-de-France, Pháp.
Thị trấn có cự ly off the N29, on th D94, khoảng 15 dặm Anh về phía tây nam của Amiens. 

## Địa điểm nổi bật

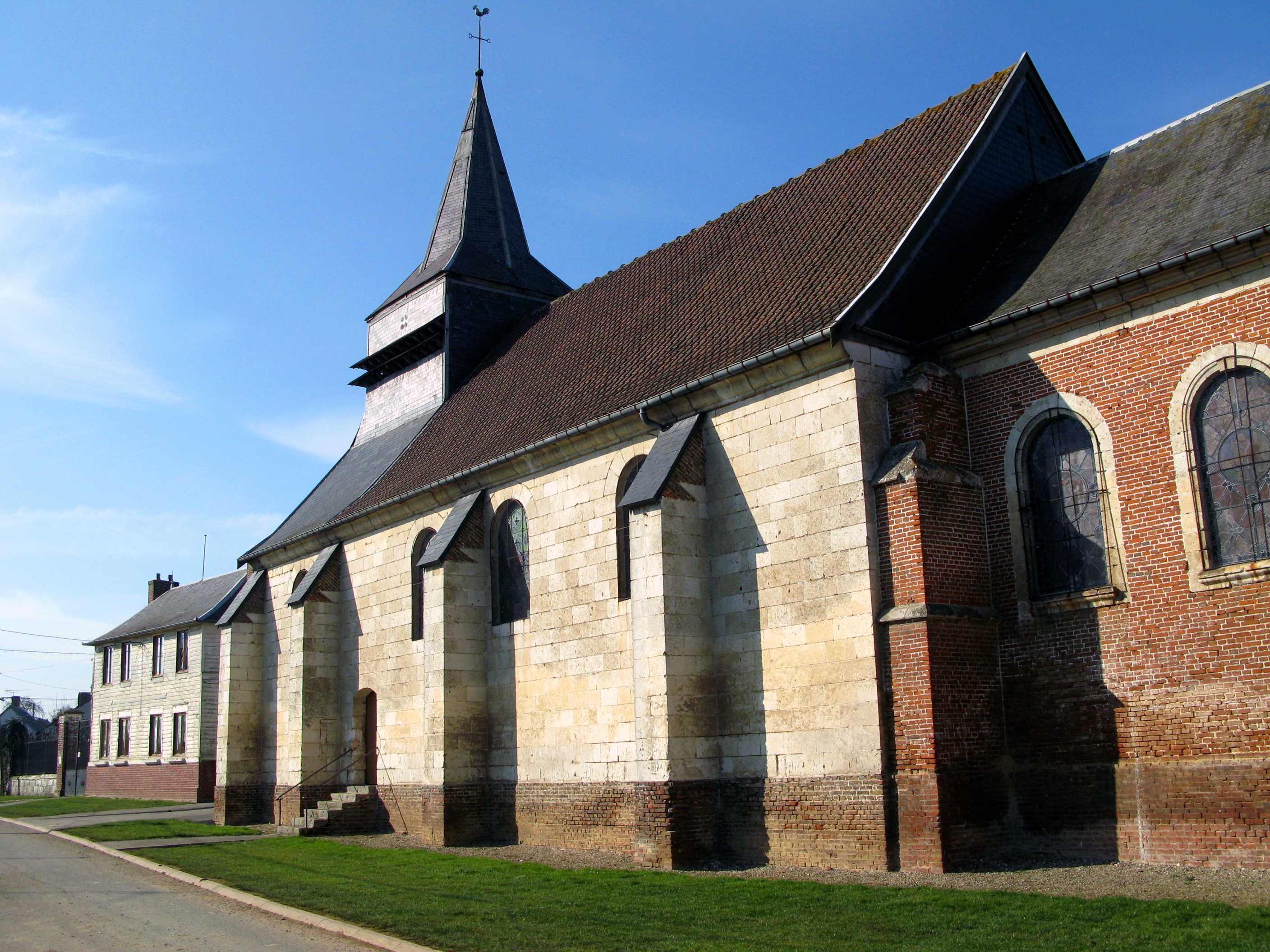
Giáo đường

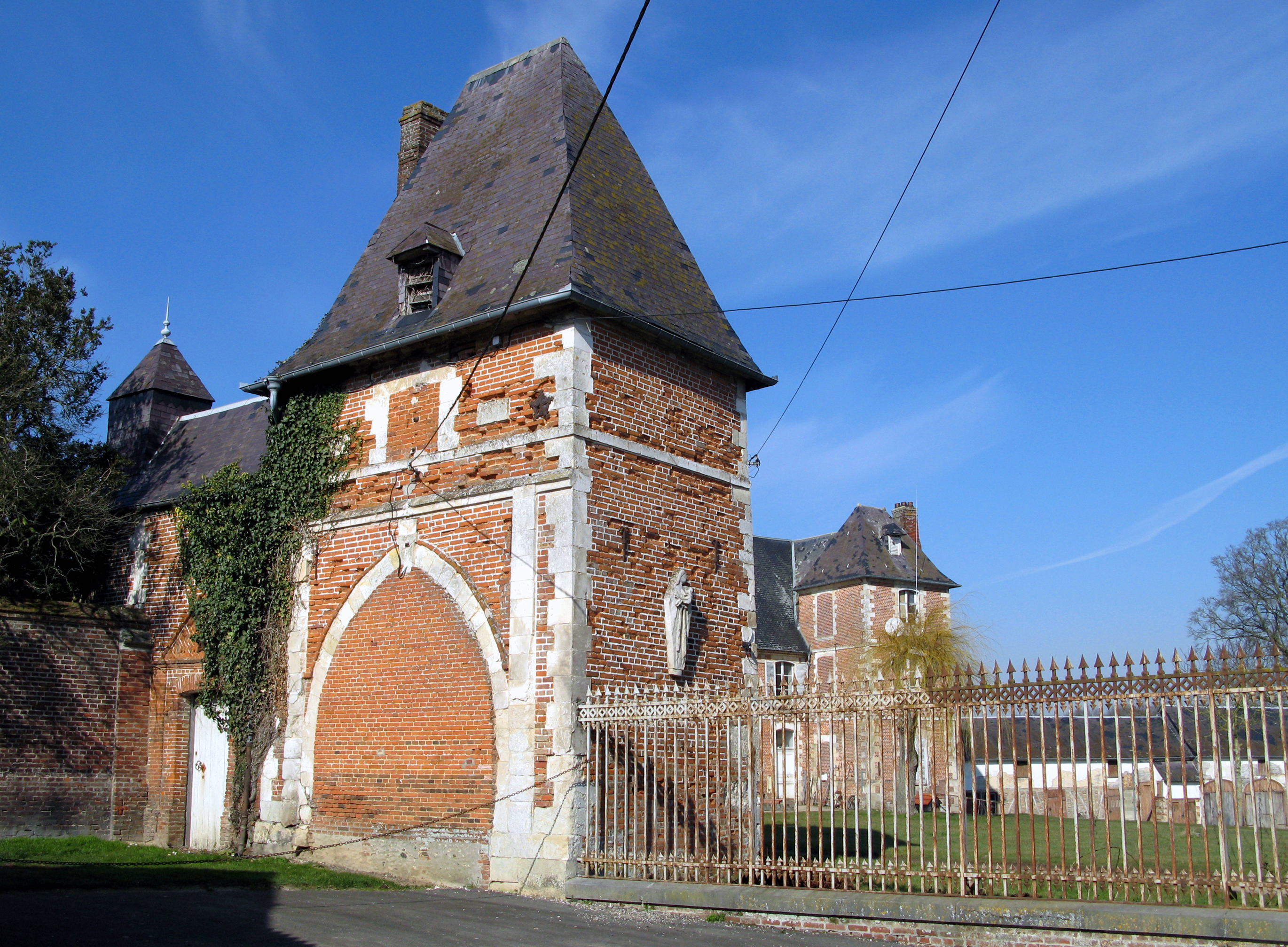
Lâu đài

## Dân số
| 1962                                                           | 1968 | 1975 | 1982 | 1990 | 1999 |
| -------------------------------------------------------------- | ---- | ---- | ---- | ---- | ---- |
| 148                                                            | 153  | 171  | 172  | 159  | 159  |
| Số liệu điều tra dân số từ năm 1962, dân số không tính hai lần |      |      |      |      |      |